# Park Meerwijk
Park Meerwijk ist ein Villenpark in Bergen in der niederländischen Provinz Nordholland.

## Historie
Der Park wurde auf Initiative des Amsterdamer Fliesenhändlers Arnold Heystee (1876-1941) in den schwierigen Jahren des Ersten Weltkriegs angelegt. 1915 beauftragte Heystee Jan Frederik Staal, den er von der Gesellschaft Architectura et Amicitia kannte. Staal wiederum lud vier Kollegen ein, Guillaume la Croix, Piet Kramer, Cornelis Jouke Blaauw und seine eigene Assistentin Margaret Kropholler, die erste Architektin der Niederlande und Staals spätere Frau.
Heystee ließ ihnen beim Bau von siebzehn Landhäusern freie Hand auf dem eigens dafür erworbenen Grundstück in Bergen: sieben freistehende, zwei Doppel- und zwei dreiteilige Villen. Die einzige Bedingung des Auftraggebers war, dass der Bestand an Fliesen aus seinen Amsterdamer Lagerhäusern weitgehend genutzt werden musste, was angesichts der Materialknappheit während des Ersten Weltkrieges eher ein Vorteil als eine zwingende Notwendigkeit zu sein schien. Innerhalb der vorgegebenen Budgets genossen sie völlige Freiheit bei der Umsetzung ihrer Ideen. Nachdem die Skizzenentwürfe von B&W van Bergen genehmigt worden waren, wurde der Bau in 8 Monaten zu einem Preis von ƒ350.000 fertiggestellt.
Die Villen haben zum größten Teil große Strohdächer mit Wellenlinien, Holzfensterrahmen und Ziegelfassaden und repräsentieren den Stil, der ab 1916 als Amsterdamer Schule bekannt wurde. Nicht alle Kritiker waren enthusiastisch: Es lohnt sich fast schon, sich um der Sache willen umzuschauen, schrieb die Fachzeitschrift De Bouwwereld. Der Architekt Hendrik Wijdeveld hingegen lobte den Park in der Architekturzeitschrift Wendingen. Bemerkenswerterweise distanzierte sich J.F. Staal selbst vom Endergebnis, da die Architekten keinen Einfluss auf den Bau ihrer Villen hatten.
Von den Architekten gebaut:
- Jan Frederik Staal: die Villen De Ark (mit Gartenhaus) und De Bark, die Doppelhaushälften Bilbad, Elifaz und Zofar.
- Margaret Staal-Kropholler: die Villen Meezennest, Beukenhoek und Meerlhuis.
- Cornelis Jouke Blaauw: Meerhoek (jetzt: De Ster), Boschkant und Beek en Bos.
- Guillaume la Croix: Doppelvilla VIII und IX
- Piet Kramer: die Villen Tamelone, Mevene und Rogier (nicht erhalten), das Gartenhaus Tyltyl (jetzt: De Hut)

Kramers drei reetgedeckte Villen wurden bereits 1922 durch einen Brand zerstört, so dass nur das Gärtnerhaus De Hut, ursprünglich Tyltyl genannt, übrig blieb. Kramers Kreationen trugen die Namen von Figuren aus Arthur van Schendels Roman Een zwerver verliefd ("Ein Vagabund verliebt"). 1952 wurde auch Krophollers Villa Beukenhoek von einem Brand heimgesucht und anschließend mit großen Veränderungen wieder aufgebaut.
Der Park Meerwijk hat den Status einer staatlich geschützten Dorflandschaft, während die einzelnen Gebäude, darunter drei Brücken, auch als niederländisches Rijksmonument geschützt sind.

## Galerie

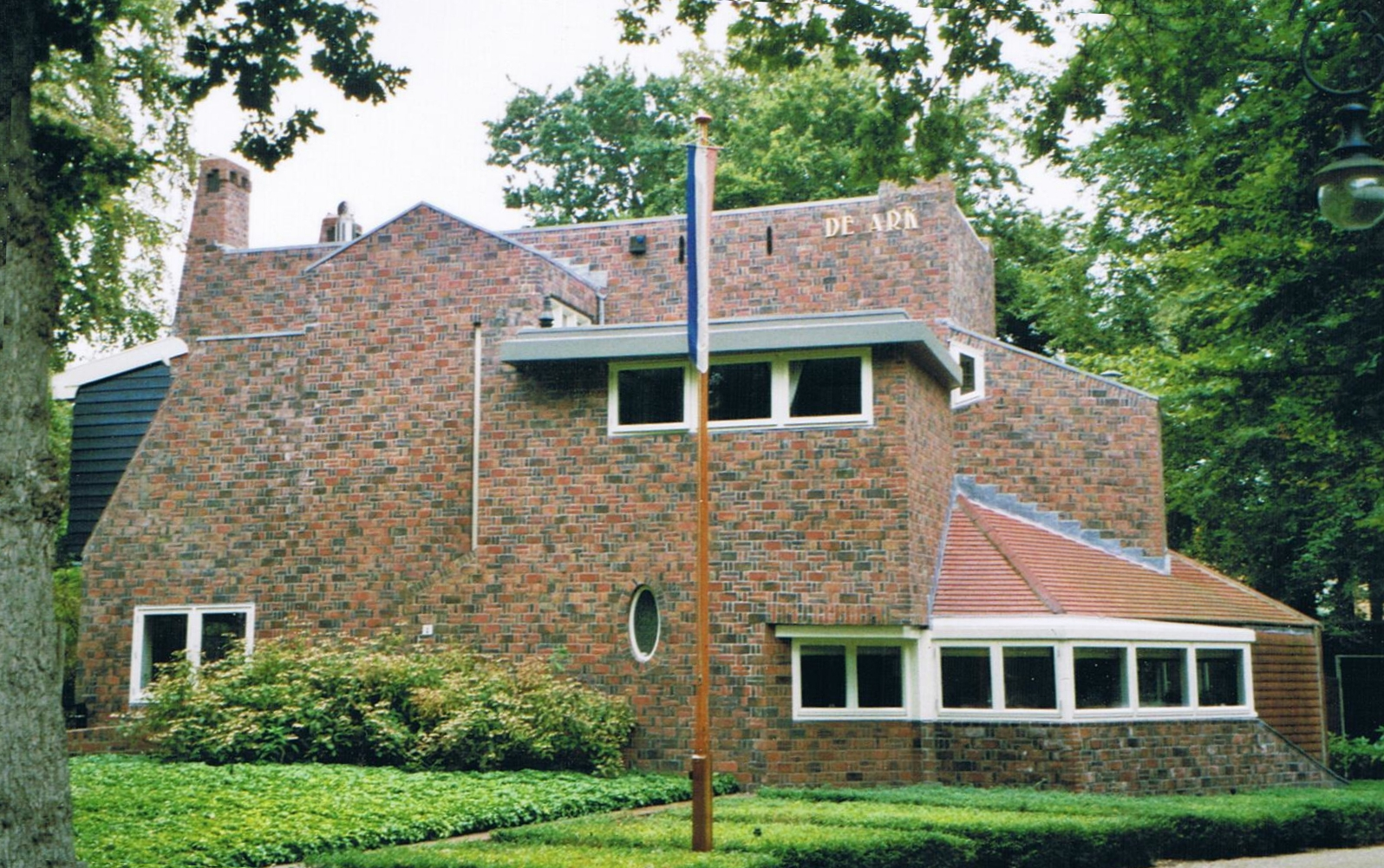
Landhaus De Ark (J.F.Staal 1918)
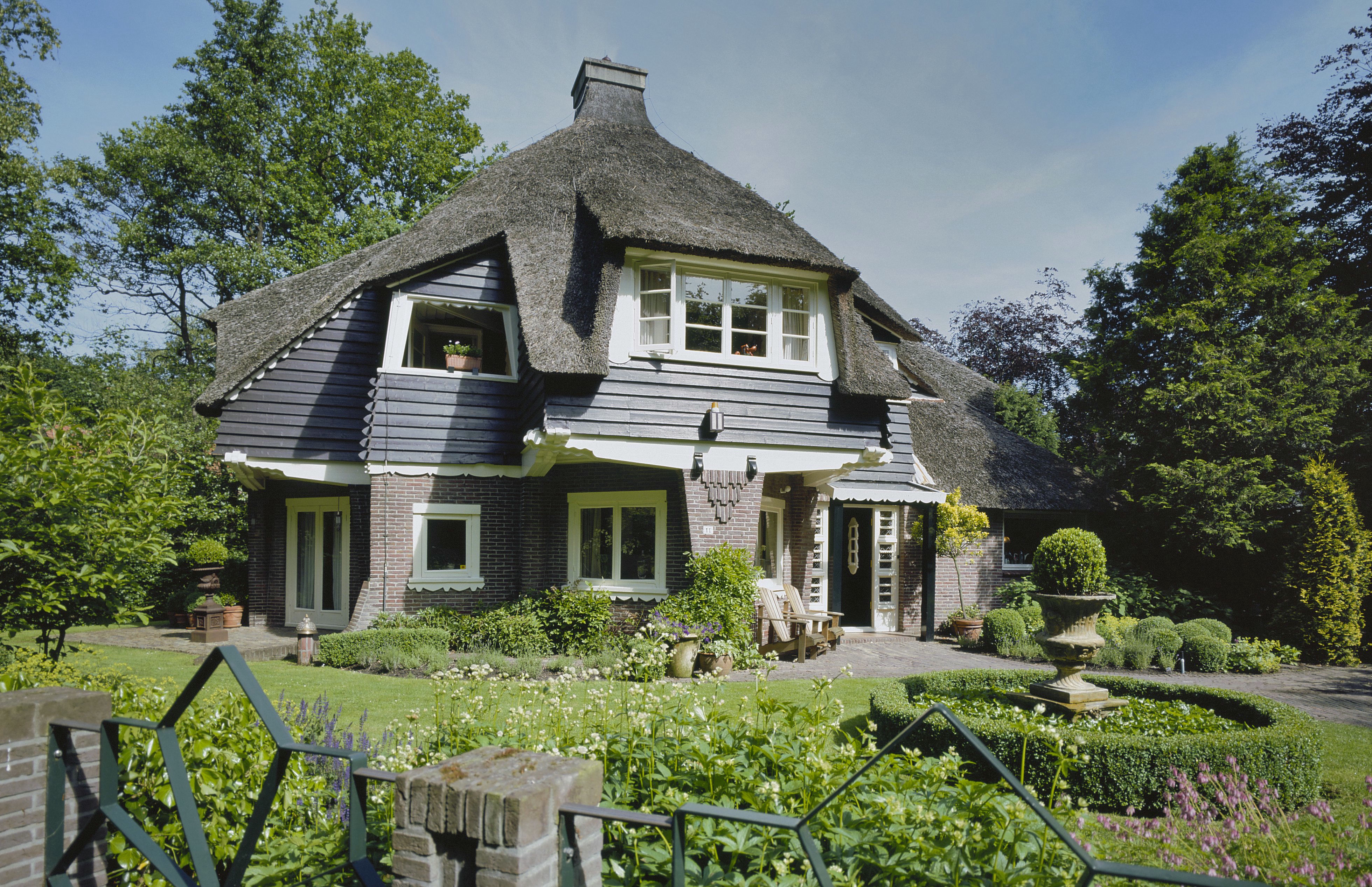
Landhaus Meerhoek (C.J. Blaauw 1917–18)
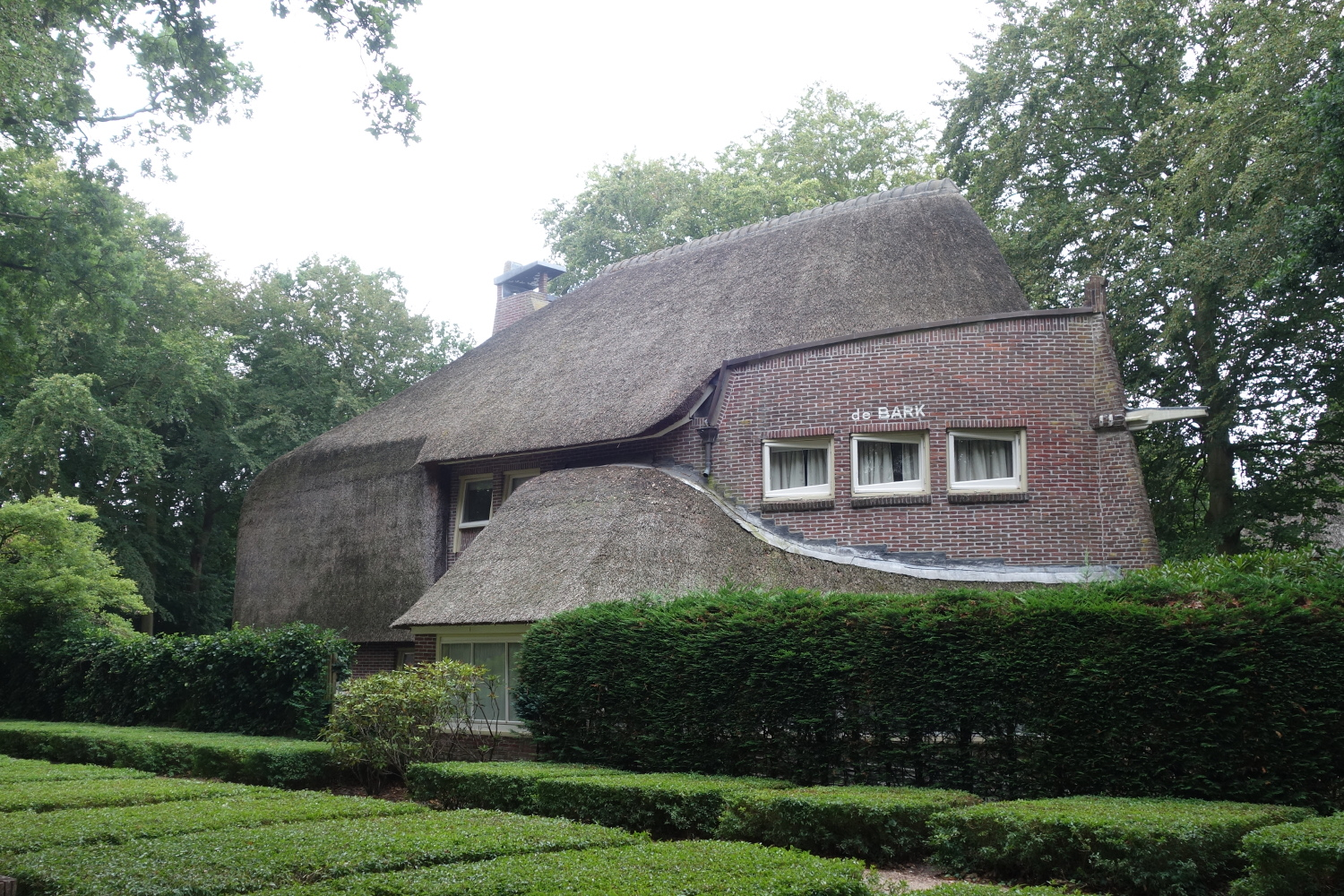
Landhaus De Bark (J.F. Staal 1917–18)
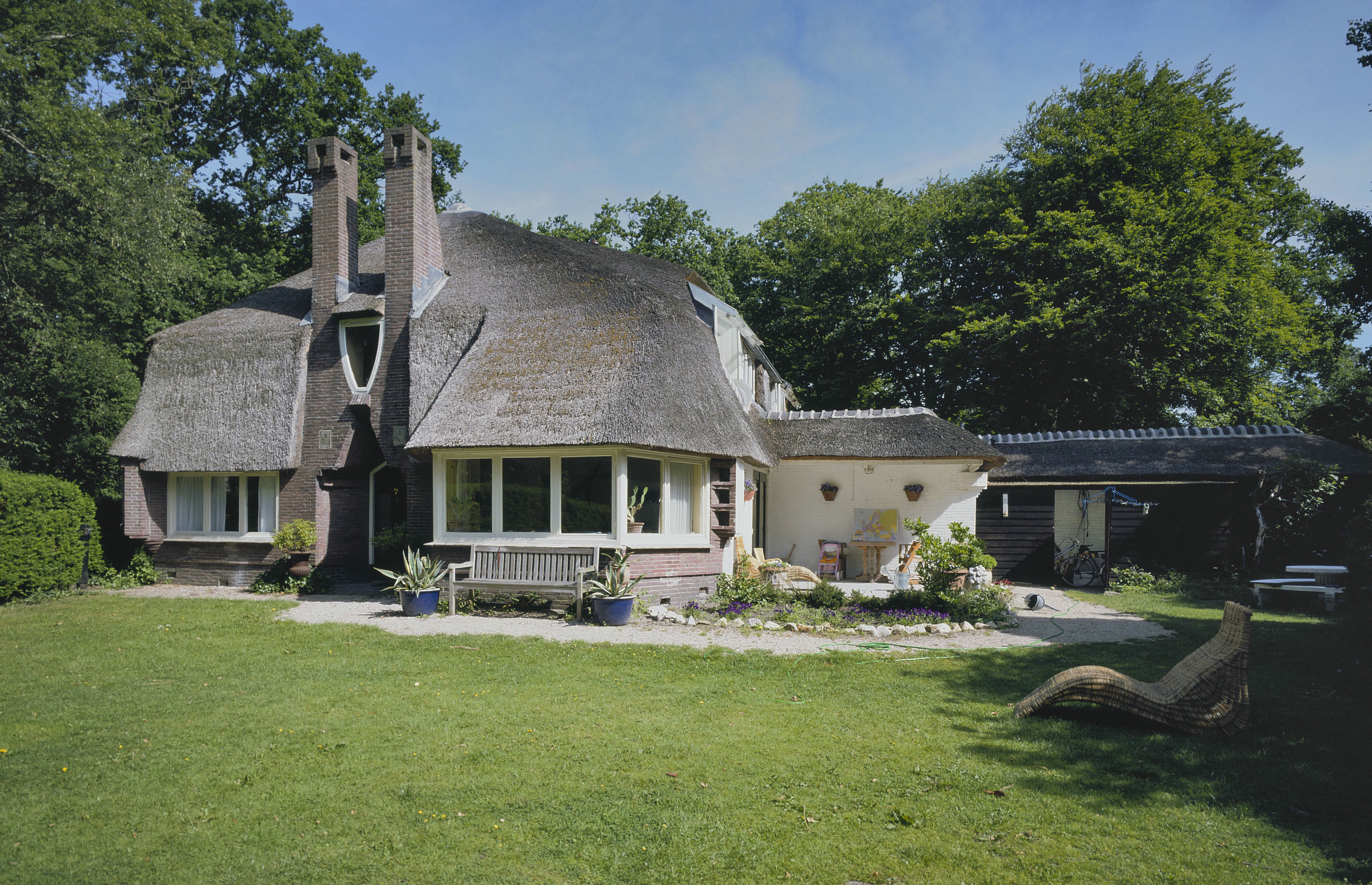
Villa Meezennest / Meerlhuis (Margaret Staal-Kropholler 1917–18)
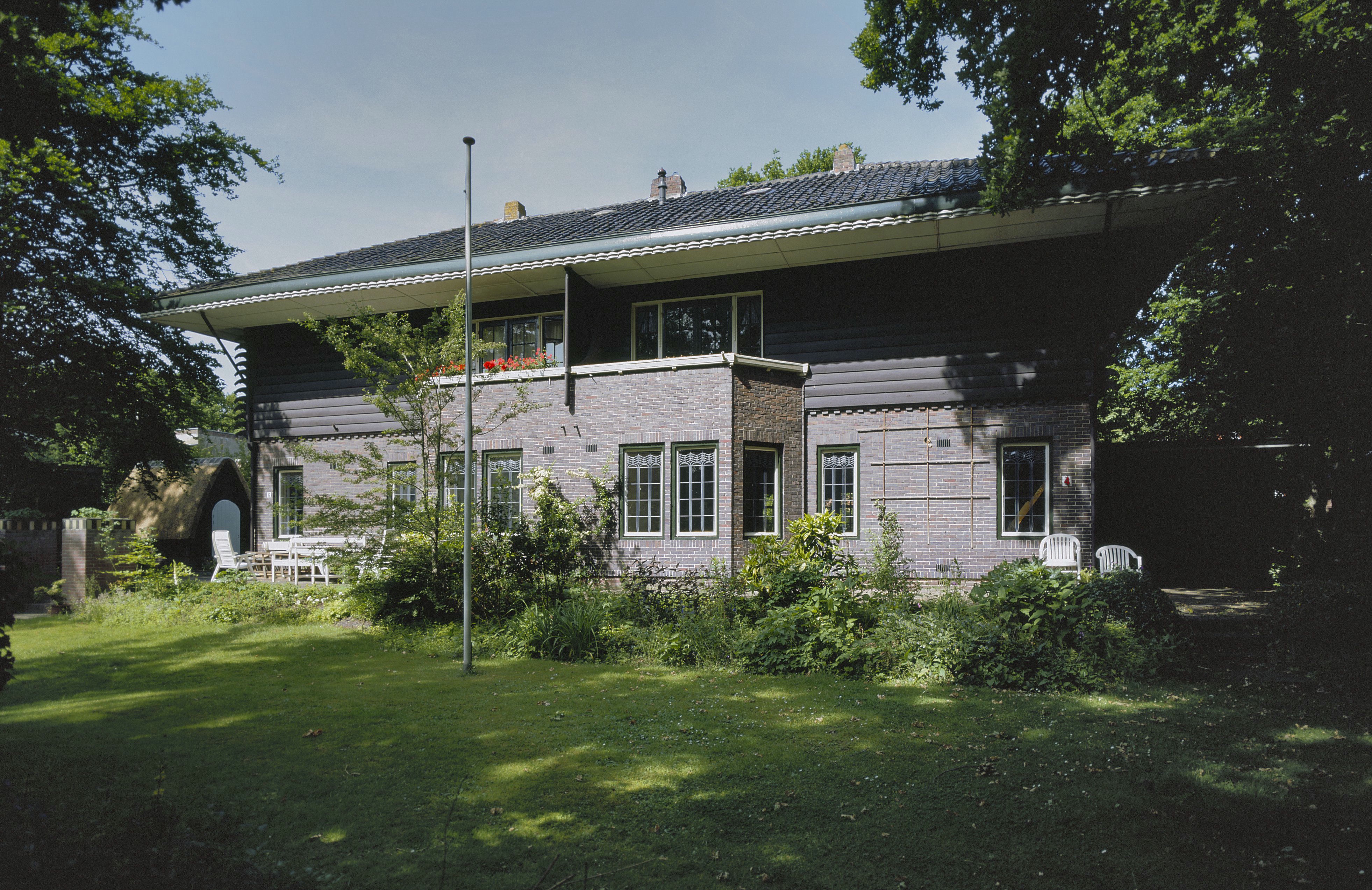
Doppelvilla VIII (G.F. La Croix 1917–18)
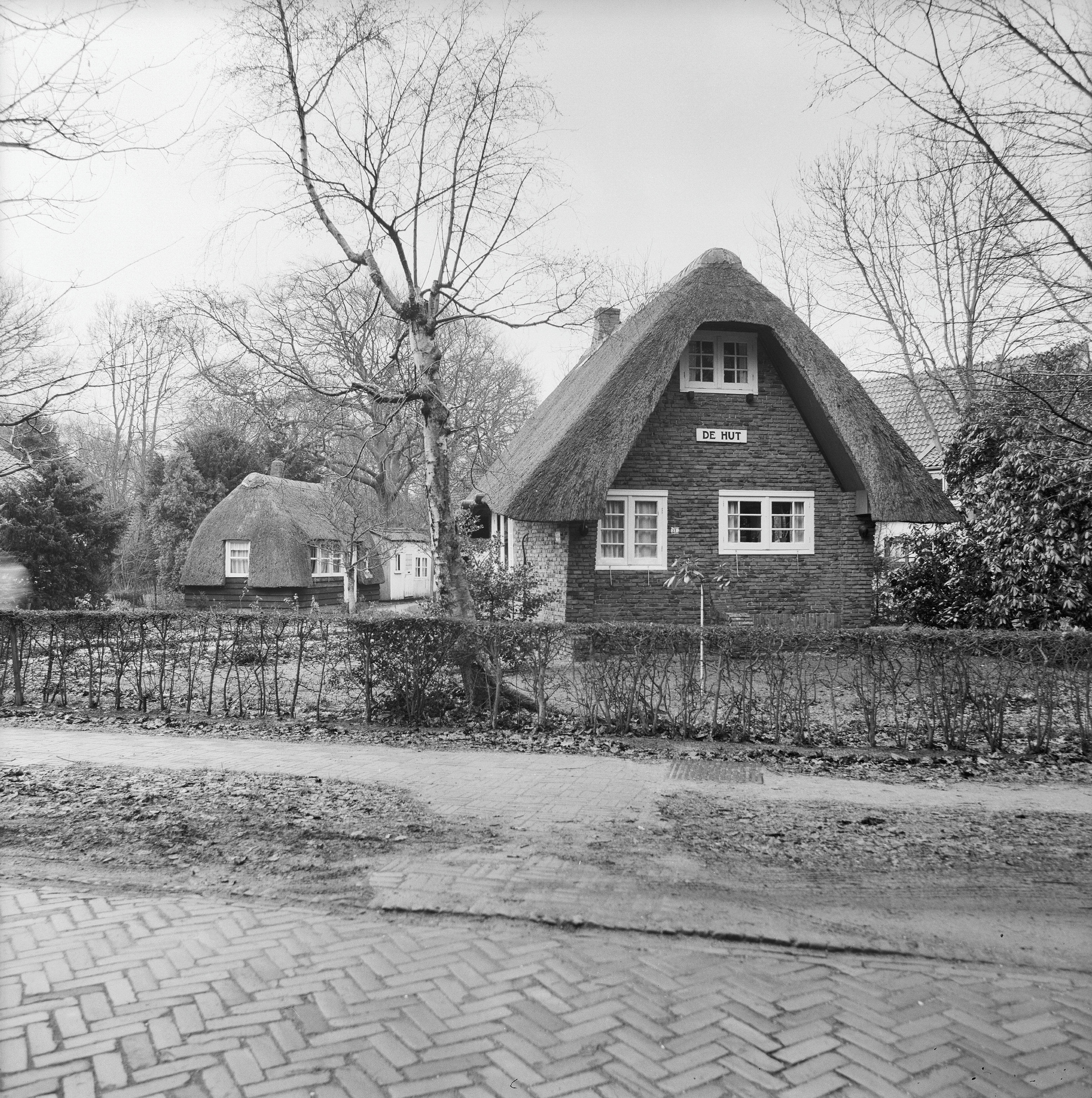
Gartenhaus De Hut (P.L. Kramer 1917–18)
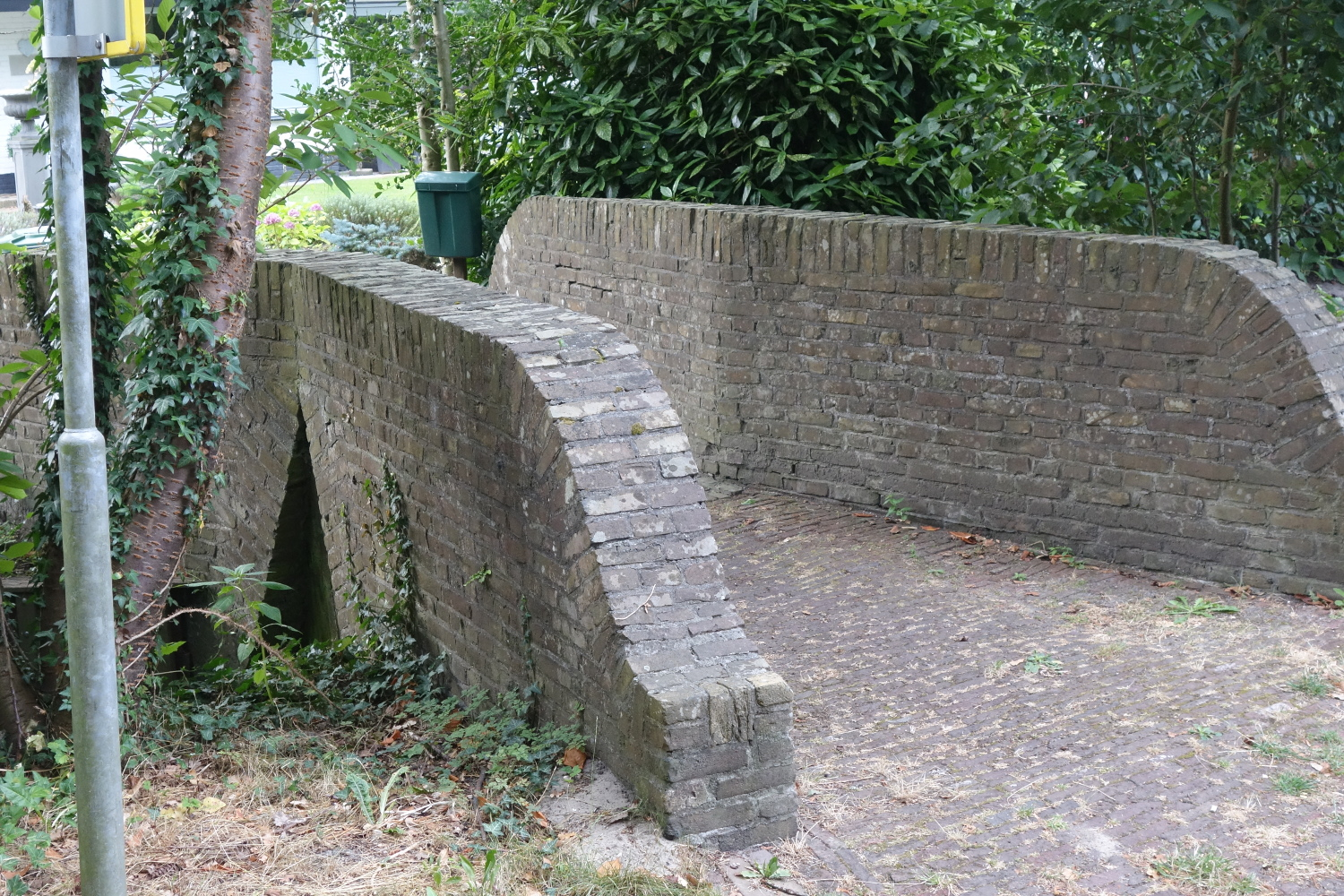
Brücke am Meerweg 1 (P.L. Kramer 1917–18)
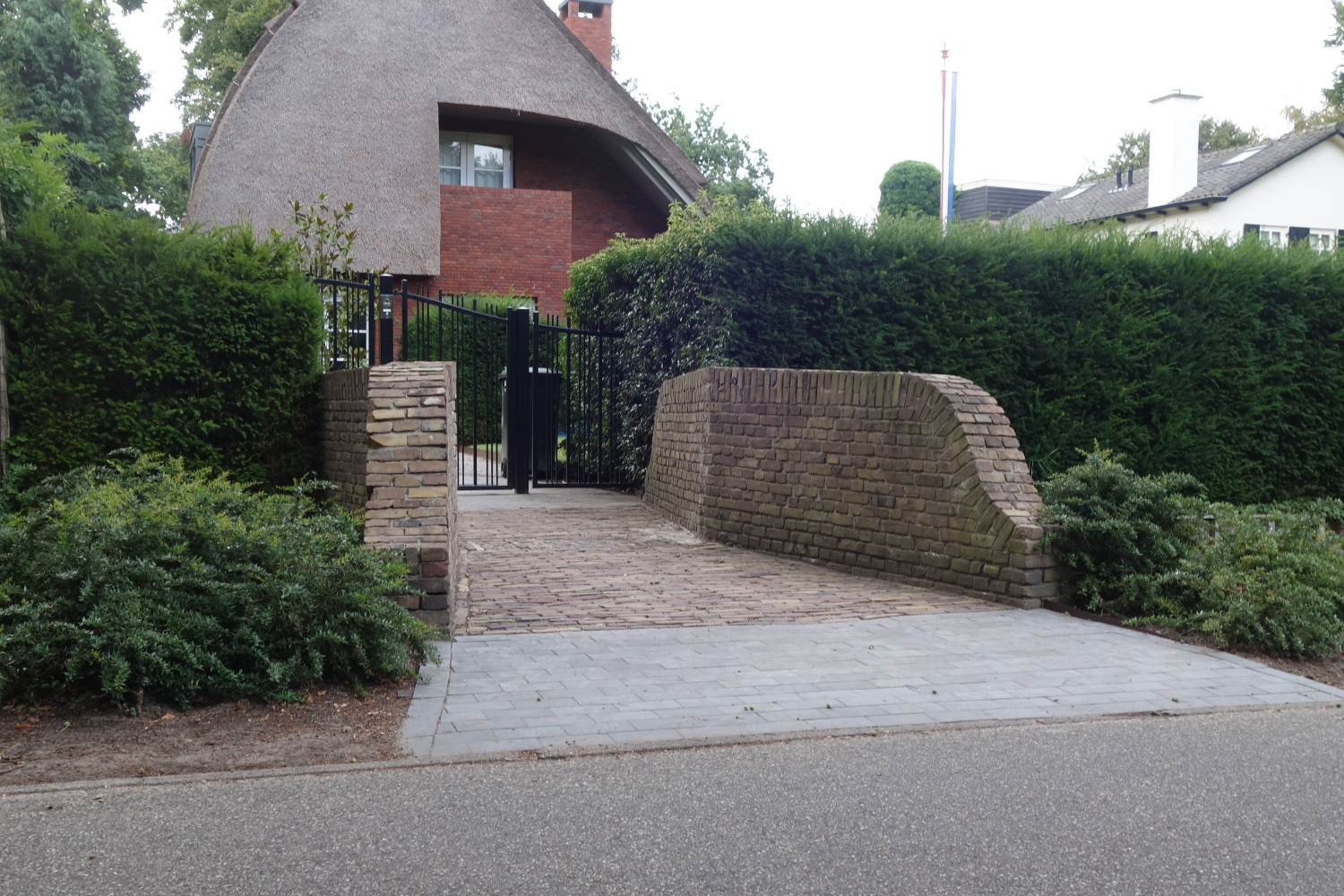
Brücke am Meerweg 3 (P.L. Kramer 1917–18)